# DNA ligasi

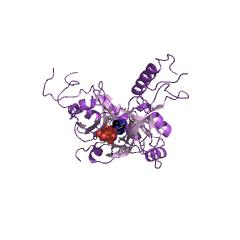
DNA ligasi

La DNA ligasi è un enzima appartenente alla categoria delle ligasi, che catalizza la seguente reazione:
ATP + (deossiribonucleotide)n + (deossiribonucleotide)m→ AMP + difosfato + (deossiribonucleotide)n+m
L'enzima è quindi in grado di legare due frammenti di DNA che hanno subito una rottura a doppio filamento (ad esempio nei processi di riparazione del DNA).
Può anche legare una rottura a singolo filamento, come ad esempio accade durante il processo di replicazione del DNA, nel quale la DNA ligasi agisce sul filamento che ha la direzione 3'→5', sintetizzato a frammenti (detti frammenti di Okazaki).
Questo enzima catalizza infatti la formazione di legami covalenti fosfodiesterici tra nucleotidi di DNA adiacenti (lega l'estremità 3' del nuovo tratto di DNA con l'estremità 5' del tratto precedentemente sintetizzato).
In ingegneria genetica viene utilizzato per "incollare" un tratto specifico di DNA, contenente il gene da studiare, in un plasmide batterico o in un altro vettore.

## Meccanismo
Il meccanismo attraverso il quale l'enzima lega due frammenti di DNA consiste proprio nella creazione di un legame covalente fosfodiesterico tra la terminazione 3'-OH di un nucleotide e la coda 5'-P dell'altro.
Ad esempio, una DNA ligasi in presenza dei seguenti filamenti (aventi estremità coesive, cioè sporgenti e complementari)
```
5'...G    AATTC...3'
     |        |
3'...CTTAA    G...5'
```

produce
```
5'...GAATTC...3'
     ||||||
3'...CTTAAG...5'
```

L'enzima può lavorare anche con estremità blunt (non coesive), ma ne occorrono maggiori concentrazioni e diverse condizioni di reazione.

## Tipi di ligasi
Nei mammiferi esistono quattro tipi specifici di DNA ligasi.
- DNA ligasi I: lega i frammenti di Okazaki durante la replicazione del DNA (è utilizzato anche in alcune tecniche di DNA ricombinante).
- DNA ligasi II: è una isoforma meno frequente della DNA ligasi III dovuta a splicing alternativo.
- DNA ligasi III: si associa con la proteina XRCC1 per la riparazione del DNA, in particolare in presenza di mutazioni puntiformi ed errori di ricombinazione.
- DNA ligasi IV: si associa con la proteina XRCC4. Catalizza il passaggio finale della ricombinazione dei segmenti V(D) J nello sviluppo delle immunoglobuline e dei recettori delle cellule T.

## Applicazioni in biologia molecolare
La DNA ligasi è divenuta uno strumento indispensabile nelle moderne tecniche dell'ingegneria genetica per la produzione di DNA ricombinante. Per esempio è possibile unire, attraverso una ligasi, plasmidi e geni liberi in soluzione (tagliati con lo stesso enzima di restrizione al fine di produrre estremità complementari e coesive). Questa tecnica, chiamata subclonaggio, consente di inserire un gene d'interesse all'interno di un plasmide che potrà essere, a sua volta, clonato in un organismo ospite.
Uno dei parametri decisivi perché le operazioni con le DNA ligasi siano ottimali è la corretta temperatura. La maggior parte degli esperimenti è svolta con la DNA ligasi T4 (isolata dal batteriofago T4), che ha un'efficienza ottimale a 25 °C. Tuttavia, poiché il legame abbia luogo, la temperatura ottimale dell'enzima va bilanciata con la Tm, la temperatura di melting (dall'inglese scioglimento). Se la temperatura ambiente supera la Tm, non può esserci appaiamento tra le estremità coesive, dal momento che non possono formarsi legami idrogeno tra le basi azotate. Il legame tra i due frammenti, dunque, non può andare a buon fine. Per frammenti di DNA molto brevi, la Tm è estremamente bassa: per questo motivo, molecole da ligare contenenti poche decine di paia di basi vengono messe in soluzione con la DNA ligasi a temperature molto basse (circa 4 °C) per un tempo relativamente lungo (spesso overnight, cioè tutta la notte).